# Takao Nišijama
Takao Nišijama (japonsko 西山 孝朗), japonski nogometaš, * 7. januar 1942.
Za japonsko reprezentanco je odigral eno uradno tekmo.